# Archimedisches Axiom

Veranschaulichung des archimedischen Axioms: Egal wie klein die Strecke ist, wenn man diese Strecke nur hinreichend oft aneinander legt, wird die Gesamtlänge größer als die der Strecke

Das sogenannte archimedische Axiom ist nach dem antiken Mathematiker Archimedes benannt, es ist aber älter und wurde schon von Eudoxos von Knidos in seiner Größenlehre formuliert. In moderner Präzisierung lautet es folgendermaßen:
Zu je zwei reellen Zahlen {\displaystyle y>x>0} existiert eine natürliche Zahl {\displaystyle n\in \mathbb {N} } mit {\displaystyle n\cdot x>y}.
Geometrisch lässt sich das Axiom derart interpretieren: Hat man zwei Strecken auf einer Geraden, so kann man die größere von beiden übertreffen, wenn man die kleinere nur oft genug abträgt.
Eine geordnete Gruppe oder ein geordneter Körper, in welchem das Archimedische Axiom gilt, heißt archimedisch geordnet.
Für den Körper {\displaystyle \mathbb {R} } der reellen Zahlen wird es manchmal axiomatisch eingeführt. Man kann allerdings mit den Axiomen eines geordneten Körpers und dem Supremumsaxiom (Jede nach oben beschränkte Teilmenge des Körpers besitzt ein Supremum) beweisen, dass die reellen Zahlen archimedisch geordnet sind.

## Beweis aus dem Supremumsaxiom für einen geordneten Körper
Es sei {\displaystyle x>0.}
Behauptung: Für jedes {\displaystyle y>x} gibt es eine natürliche Zahl {\displaystyle n}, so dass {\displaystyle n\cdot x>y} gilt.
Gegenannahme: Es gibt ein {\displaystyle y>x}, so dass {\displaystyle n\cdot x\leq y} für alle natürlichen Zahlen {\displaystyle n.}
Aus der Gegenannahme folgt, dass {\displaystyle y} für alle natürlichen Zahlen {\displaystyle n} eine obere Schranke für {\displaystyle n\cdot x} ist. Mit dem Supremumsaxiom folgt daraus die Existenz einer kleinsten oberen Schranke {\displaystyle y_{0}}. Gilt aber {\displaystyle n\cdot x\leq y_{0}} für alle natürlichen Zahlen {\displaystyle n}, so gilt auch {\displaystyle \left(n+1\right)x\leq y_{0}} und somit auch {\displaystyle n\cdot x\leq y_{0}-x} für alle natürlichen Zahlen {\displaystyle n}. Dann ist aber auch {\displaystyle y_{0}-x} eine obere Schranke für {\displaystyle n\cdot x}. Wegen {\displaystyle y_{0}-x<y_{0}} ist also {\displaystyle y_{0}} keine kleinste obere Schranke, was im Widerspruch zur Definition von {\displaystyle y_{0}} steht. Somit muss die Gegenannahme falsch sein und die Behauptung ist bewiesen.

## Folgerungen aus dem archimedischen Axiom
Zu jeder Zahl {\displaystyle x\in \mathbb {R} } gibt es {\displaystyle n_{1},n_{2}\in \mathbb {N} }, so dass {\displaystyle n_{1}>x} und {\displaystyle -n_{2}<x}. Daraus folgt: Zu jedem {\displaystyle x\in \mathbb {R} } gibt es eine eindeutig bestimmte Zahl {\displaystyle n\in \mathbb {Z} } mit
{\displaystyle n\leq x<n+1.}
Dabei wird {\displaystyle n} mit {\displaystyle \lfloor x\rfloor } oder {\displaystyle \operatorname {floor} (x)} bezeichnet (siehe Gaußklammer). Ebenso existiert eine eindeutig bestimmte Zahl {\displaystyle m\in \mathbb {Z} } mit
{\displaystyle m-1<x\leq m}
welche mit {\displaystyle \lceil x\rceil } oder {\displaystyle \operatorname {ceil} (x)} bezeichnet wird. Damit gilt auch: für alle {\displaystyle \varepsilon >0} existiert ein {\displaystyle n\in \mathbb {N} } mit {\displaystyle n>1/\varepsilon } und daher umgekehrt {\displaystyle 1/n<\varepsilon }. In der Analysis ist dieser Zusammenhang nützlich, um beispielsweise die Konvergenz oder Divergenz von Folgen nachzuweisen.
Weiterhin folgt aus dem archimedischen Axiom, dass es für zwei reelle Zahlen {\displaystyle a,b\in \mathbb {R} ,a<b} immer eine rationale Zahl {\displaystyle q\in \mathbb {Q} } mit {\displaystyle a<q<b} gibt und dass die Menge der natürlichen Zahlen im Körper {\displaystyle \mathbb {R} } nicht nach oben beschränkt ist.

## Archimedisch geordnete abelsche Gruppen
Eine geordnete abelsche Gruppe ist eine Gruppe mit einer kommutativen Verknüpfung {\displaystyle +} und einer mit der Gruppenstruktur verträglichen Ordnungsstruktur {\displaystyle \leq }. Die Ordnungsrelation muss als solche reflexiv (für alle {\displaystyle x\in G} gilt {\displaystyle x\leq x}) und transitiv (aus {\displaystyle x\leq y\leq z} folgt {\displaystyle x\leq z}) sein; als Gruppenverträglichkeit bezeichnet man die Eigenschaft, dass für alle {\displaystyle x,y,z\in G}
{\displaystyle x+z\leq y+z} aus {\displaystyle x\leq y} folgt.
Eine geordnete abelsche Gruppe ist archimedisch geordnet, wenn gilt:
Zu je zwei Elementen {\displaystyle x} und {\displaystyle y} der Gruppe mit {\displaystyle y>x>0} existiert eine natürliche Zahl {\displaystyle n\in \mathbb {N} } mit {\displaystyle n\cdot x>y}.
Satz von Hölder
Jede archimedisch geordnete Gruppe {\displaystyle G} ist kommutativ und isomorph zu einer additiv geordneten Untergruppe von {\displaystyle \mathbb {R} }.
Dabei ist für ein {\displaystyle g\in G} mit {\displaystyle g>0} und additiv geschriebener Gruppenverknüpfung die Abbildung
{\displaystyle x\mapsto r=\sup \,{\Bigl \{}\,{\frac {z}{n}}\,{\Big |}\,z\in \mathbb {Z} ,n\in \mathbb {N} ,z\cdot g<n\cdot x\,{\Bigr \}}}
ein Isomorphismus von {\displaystyle G} in eine additive geordnete Untergruppe von {\displaystyle \mathbb {R} }, wobei {\displaystyle n\cdot x=\underbrace {x+x+\dotsb +x} _{n{\text{-mal}}}} für {\displaystyle x\in G} und {\displaystyle n\in \mathbb {N} } und {\displaystyle z\cdot g=-z\cdot (-g)} für {\displaystyle z\in \mathbb {Z} } und {\displaystyle z<0}.
Das Element {\displaystyle g} kann dabei als Einheit verwendet werden, mit dem jedes Gruppenelement {\displaystyle x} gemessen werden kann. Das bedeutet, für jedes Element {\displaystyle x} der Gruppe existiert ein {\displaystyle r\in \mathbb {R} } so, dass {\displaystyle x=r\cdot g}.
Beispiel: Die Intervalle in der Musiktheorie bilden eine archimedisch geordnete kommutative Gruppe und können alle mit der Einheit Oktave oder Cent gemessen werden. Siehe: Tonstruktur.
Klassifizierung: Entweder ist eine archimedisch geordnete Gruppe {\displaystyle G} von der Form {\displaystyle G={0}} oder {\displaystyle G=\{\dots ,-3a,-2a,-a,0,a,2a,3a,\dots \}} (isomorph zu der additiven Gruppe der ganzen Zahlen) oder es gibt kein kleinstes Element, was im Folgenden präzisiert wird.
Zu jedem Element {\displaystyle a>0} gibt es ein {\displaystyle b} mit {\displaystyle 0<2b<a}. (Gibt es nämlich kein minimales positives {\displaystyle a}, dann gibt es zu jedem {\displaystyle a>0} sicher ein {\displaystyle c} mit {\displaystyle 0<c<a}. Falls {\displaystyle 2c<a} kann man {\displaystyle b=c} wählen. Falls {\displaystyle 2c=a} gibt es ein {\displaystyle b} mit {\displaystyle 0<2b<2c=a} und falls {\displaystyle 2c>a} gilt für {\displaystyle b=a-c} die Ungleichung {\displaystyle 0<2b=2a-2c<2a-a=a}.)

## Nichtarchimedisch angeordnete Körper
Ein Beispiel für einen angeordneten Körper, in dem das Axiom des Archimedes nicht gilt, ist der in der Nichtstandardanalysis studierte Körper der hyperreellen Zahlen.
Ein einfacheres Beispiel besteht aus den rationalen Funktionen {\displaystyle R(x)} über dem rationalen (oder dem reellen) Zahlenkörper, die so geordnet werden, dass {\displaystyle x} größer ist als alle Zahlen (das geht auf eindeutige Weise).

## Historisches
Euklid gibt in den Elementen in Buch 3 Proposition 16 ein explizites Beispiel für Größen, die das archimedische Axiom nicht erfüllen, sogenannte hornförmige Winkel, die von sich berührenden gekrümmten Kurven gebildet werden, in Euklids Beispiel von einem Kreis und seiner Tangente. Sie tauchen nur an dieser Stelle in den Elementen auf.